# Terret Blanc

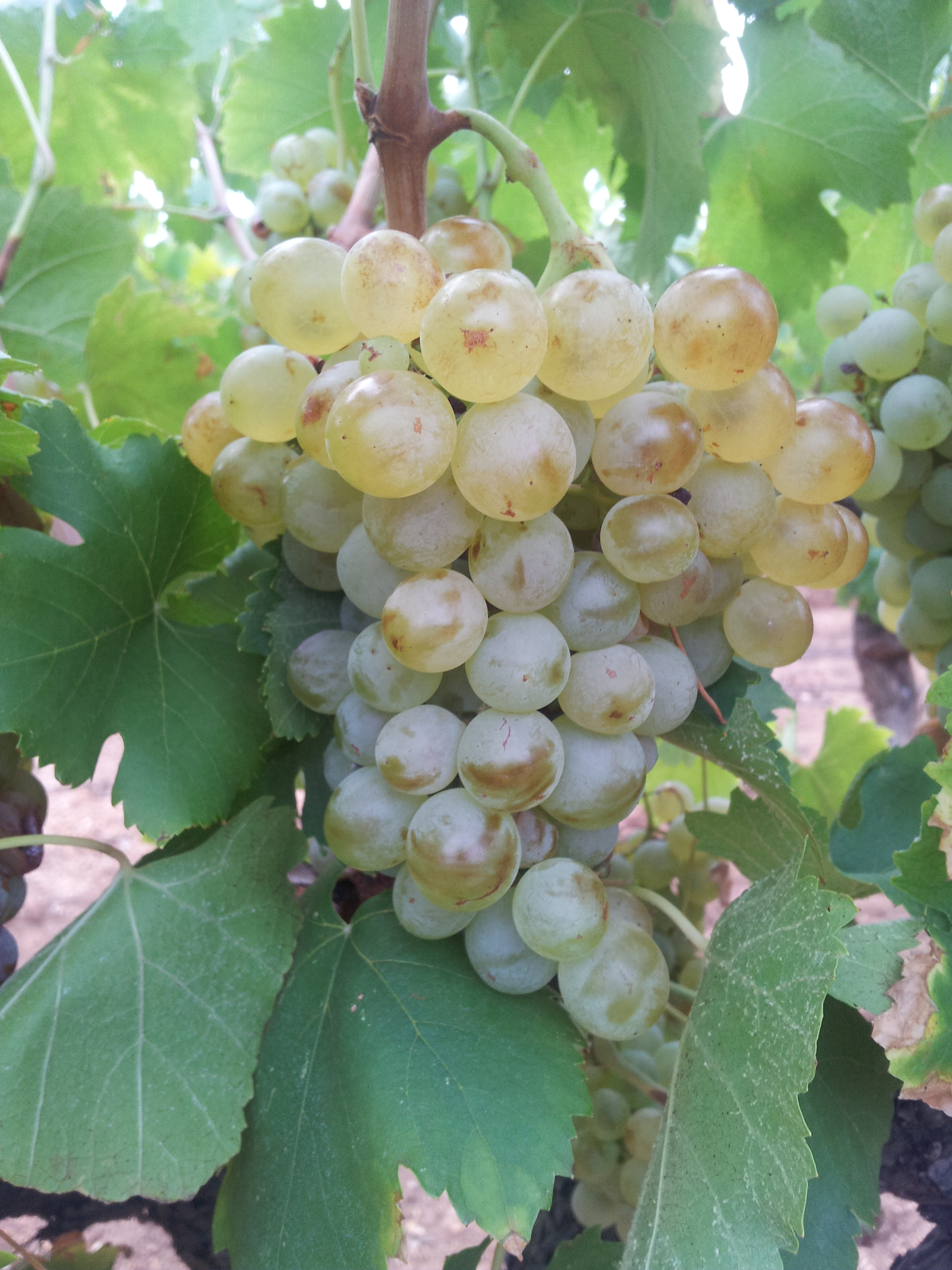
Terret blanc

Die Weißweinsorte Terret Blanc ist eine der Spielarten der alten Sorte Terret aus dem Languedoc in Südfrankreich. Die säurebetonten Weine wurden vor 1940 für die Destillation von Branntweinen und vor dem allgemeinen Mehltau-Befall für Vermouth verwendet.
Heute ist die Sorte noch in den Appellationen von Côtes du Rhône, Cassis, Costières de Nîmes, Coteaux du Languedoc, Corbières zugelassen. Terret Blanc wird in der Literatur oft als eine für Châteauneuf-du-Pape zugelassenen Rebsorten angegeben. Tatsächlich ist sie aber in den entsprechenden Appellationsbestimmungen nicht enthalten.
Im Jahr 1999 waren noch 2886 Hektar Rebfläche mit Terret Blanc bestockt. Im Jahr 2007 wurde nur noch eine Fläche von 1.586 Hektar erhoben. (Quelle ONIVINS) Die spätreifende Sorte ergibt trockene, feine und duftige Weine.
In Frankreich sind die Klone 1071 und 1072 für den Anbau von Qualitätsweinen zugelassen.
Zusammen mit den Rebsorten Terret Noir und Terret Gris bildet sie die Familie der Spielarten, die aus dem Terret hervorgingen.
Siehe auch den Artikel Weinbau in Frankreich (→ Languedoc (Weinbaugebiet)) sowie die Liste von Rebsorten.
Abstammung: Spielart von Tarret
Synonyme: Bourret blanc, Tarret blanc, Terret monstre

## Ampelographische Sortenmerkmale
In der Ampelographie wird der Habitus folgendermaßen beschrieben:
- Die Triebspitze ist offen. Sie ist stark weißwollig bis filzig behaart, grünlich mit leicht rötlichfarbenem Anflug. Die bronzefarben gefleckten, blasigen Jungblätter sind nur leicht behaart.
- Die mittelgroßen und dicken Blätter sind fünflappig und mäßig tief gebuchtet. Die Stielbucht ist lyren-förmig offen, wobei die Spitzen am Ende der Stielbucht leicht überlappen. Das Blatt ist stumpf gezahnt. Die Zähne sind im Vergleich zu anderen Rebsorten mittelweit gesetzt.
- Die konus- bis walzenförmige Traube ist mittelgroß bis groß und dichtbeerig. Die länglichen Beeren sind mittelgroß.

Die Rebsorte reift ca. 30 – 35 Tage nach dem Gutedel und gilt somit als spät reifend.
Die Sorte ist anfällig gegen den Echten Mehltau, den Falschen Mehltau, wird jedoch kaum von der Grauschimmelfäule betroffen.